# Jason Box
Jason E. Box (geb. 1970 in Denver, Colorado) ist ein US-amerikanischer Klimawissenschaftler. Er ist Professor für Glaziologie an der Geologischen Forschungsanstalt für Dänemark und Grönland.

## Ausbildung
Box wuchs in einem Vorort von Denver auf. Durch den Umzug seines Vaters nach England bekam Jason Box die Möglichkeit, in Innsbruck zur Schule zu gehen. Er studierte anschließend in Boulder (Colorado). Dort erhielt er sowohl BA wie auch MA. Seinen Phd erhielt er ebendort im Jahr 2001. Seine Forschungsexpeditionen in Grönland begann er noch als Student, wo er seinem Professor, Konrad Steffen, bei der Installation von automatischen Wetterstationen half.

## Leben
Box nahm seit 1994 an zahlreichen Grönlandexpeditionen teil und verbrachte z. T. mehrere Monate in Camps auf dem Eis. Er war von 2002 bis 2012 Stipendiat und Forscher am Byrd Polar and Climate Research Center der Ohio State University, wo er von 2003 bis 2010 auch in der Lehre tätig war.

## Wirken
Box gilt als weltweit führender Experte für die Auswirkungen des Klimawandels auf den grönländischen Eisschild. Er betreibt ein Netzwerk von Wetterstationen auf dem dortigen Inlandeis.
Er ist einer der Verfasser des Vierten, Fünften und Sechsten Sachstandsberichts des Weltklimarates IPCC.
Box mischt sich aktiv in die Debatte um die Klimakrise ein. Er gibt an, dass die wissenschaftlichen Erkenntnisse ihn förmlich dazu zwingen, nicht nur Wissenschaftler, sondern auch Umweltschützer zu sein. Er ist bekannt dafür, die Erkenntnisse der Klimawissenschaften in Alltagssprache zu formulieren. So sagte er einmal: „Ist es nicht eher so, als wären wir alle wach in einem Albtraum gefangen? Unsere Spezies ist ziemlich intelligent, in Sachen Technik und so weiter. Aber sie ist nicht weise. Wir sind über die Klippe gerannt, wie in diesen Comics, wir hängen in der Luft und rennen und fallen noch nicht. Wenn wir nicht bald massiv gegensteuern, wird unsere Welt in hundert Jahren aussehen wie im Mad-Max-Film.“
Gemeinsam mit der Globalisierungskritikerin Naomi Klein zeigte Box 2015 in einem Artikel für den New Yorker auf, dass das Pariser Übereinkommen wichtig für die Befriedung der Welt sei.

## Veröffentlichungen (Auswahl)
- J. E. Box, X. Fettweis, J. C. Stroeve, M. Tedesco, D. K. Hall, K. Steffen: Greenland ice sheet albedo feedback: thermodynamics and atmospheric drivers. In: The Cryosphere. Band 6, Nr. 4, 2012, S. 821–839. doi:10.5194/tc-6-821-2012
- S. Rahmstorf, J. E. Box, G. Feulner, M. E. Mann, A. Robinson, S. Rutherford, E. J. Schaffernicht: Exceptional twentieth-century slowdown in Atlantic Ocean overturning circulation. In: Nature climate change. Band 5, Nr. 5, 2015, S. 475. doi:10.1038/nclimate2554
- E. Rignot, J. E. Box, E. Burgess, E. Hanna: Mass balance of the Greenland ice sheet from 1958 to 2007. In: Geophysical Research Letters. Band 35, Nr. 20, 2008. doi:10.1029/2008GL035417
- Jason E. Box, Alun Hubbard, David B. Bahr, William T. Colgan, Xavier Fettweis, Kenneth D. Mankoff, Adrien Wehrlé, Brice Noël, Michiel R. van den Broeke, Bert Wouters, Anders A. Bjørk, Robert S. Fausto: Greenland ice sheet climate disequilibrium and committed sea-level rise In: Nature Climate Change, Band=12, Nummer=9, Erschienen: 2022-09, doi:10.1038/s41558-022-01441-2